# Милута (Горж)
Милута (рум. Miluta) насеље је у Румунији у округу Горж у општини Бораску. Oпштина се налази на надморској висини од 200 m.

## Становништво
Према подацима из 2002. године у насељу је живело 655 становника, од којих су сви румунске националности.